# Mamma Mia! (muzikal)
Mamma Mia! je odrski muzikal, ki temelji na uspešnicah švedske skupine ABBA. Premierno uprizoritev je doživel 6. aprila 1999 na londonskem West Endu, 2001 pa je bil postavljen na broadwayske odrske deske. Nastal je po ideji producentke Judy Craymer, dramsko besedilo zanj pa je napisala angleška dramatičarka Catherine Johnson. Od samega začetka sta pri njegovem snovanju sodelovala tudi Benny Andersson in Björn Ulvaeus, avtorja glasbe in besedil Abbinih pesmi. Leta 2008 je muzikal dobil tudi svojo filmsko različico z Meryl Streep, Colinom Firthom, Pierceom Brosnanom, Amando Seyfried, Christine Baranski, Stellanom Skarsgårdom in Julie Walters v glavnih vlogah.

## Slovenska različica
Slovenska različica je bila krstno uprizorjena 15. junija 2015 v ljubljanskih Križankah v produkciji podjetja Prospot v sodelovanju s Festivalom Ljubljana in v režiji Juga Radivojevića. V naslovnih vlogah so nastopili Lea Bartha, Alenka Godec, Damjana Golavšek, Simona Vodopivec Franko, Gojmir Lešnjak - Gojc, Marjan Bunič, Uroš Smolej in Matjaž Kumelj. Producent Jurij Franko se je trudil 6 let, da je pridobil avtorske pravice. Sprva je bilo mišljeno, da bi se muzikal izvedel v le eni različici za vso balkansko regijo z manjšimi prilagoditvami, a na koncu so nastale 3 ločene produkcije: beograjska, zagrebška in ljubljanska.
V prvem letu je bil muzikal izveden 64-krat; ogledalo si ga je več kot 65.000 gledalcev v 18 mestih po vsej Sloveniji. Do decembra 2016 si ga je ogledalo 100.000 gledalcev.
Predstava je bila zadnjič uprizorjena 27. avgusta 2019. V štirih letih si jo je ogledalo več kot 150.000 ljudi.

### Ustvarjalci
- glasba in besedila: Benny Andersson in Björn Ulvaeus
- dodatne pesmi: Stig Anderson
- dramsko besedilo: Catherine Johnson
- dodatni materiali in aranžmaji: Martin Koch
- založnik: Universal Music Publishing Group
- producent: Jurij Franko
- režiser: Jug Radivojević
- prevod in priredba pesmi (23) v slovenski jezik: Tomaž Domicelj
- prevod dialogov: Živa Čebulj
- glasbeni vodja: Patrik Greblo
- koreografinja: Mojca Horvat
- scenograf: Aleksandar Denić
- zborovodja: Tomaž Pirnat
- kreativni svetovalec: Branko Đurić - Đuro
- kostumografa: Bojana Nikitović in Srđan Perić

### Zasedba
| Vloga    | Igralec                                            |
| -------- | -------------------------------------------------- |
| Sophie   | Lea Bartha Pesek / Lina Rahne, Veronika Kozamernik |
| Donna    | Simona Vodopivec Franko                            |
| Rosie    | Alenka Godec                                       |
| Tanya    | Damjana Golavšek                                   |
| Sky      | Matjaž Kumelj                                      |
| Bill     | Gojmir Lešnjak - Gojc                              |
| Sam      | Uroš Smolej / Jure Sešek                           |
| Harry    | Marjan Bunič                                       |
| Pepper   | Tim Lončar                                         |
| Eddie    | Luka Sešek / Žiga Bunič                            |
| Lisa     | Laura Ivančič / Maša Tiselj                        |
| Ali      | Urška Koželj / Tanja Pečenko                       |
| Duhovnik | Patrik Greblo                                      |

Zbor in plesalci
Ika Dujić Vrtačnik, Tina Atanasovski, Neža Mihelič, Maša Vajda, Nika Trbič, Pia Dujić Vrtačnik, Maša Mihelič, Nika Mlekuž, Žiga Bunič, Blaž Andrejka, Matej Golob, David Vehovec, Gašper Oblak, Marko Subotič, Andrej Orel, Simon Cerjak, Mihael Klemenc, Rene Markič, Tjaša Štamcar, Nataša Škerbec, Danaja Koren, Neža Bukovec, Veronika Kozamernik, Neža Dežman, Kaja Ulčar, Tisa Kuret, Natalija Bukovec, Anja Strajnar, Lina Rahne, Sara Česnik, Tjaša Šuligoj (Nina Lazar, Katja Štamcar, Zala Đurić, Saša Pavlin, Liza Klara Schulz, Tom Varl)
Bend
- klaviature, glasbeni vodja: Patrik Greblo
- klaviature: Boštjan Grabnar
- kitara: Robert Pikl
- bas kitara: Anže Langus Petrović
- bobni: Jure Rozman
- kitara: Miha Meglič
- klaviature: Gašper Konec